# Марікуїта – Калі
Марікуїта – Калі – трубопровід, що постачає природний газ на південний захід Колумбії до міста Калі та ряду адміністративних одиниць уздовж своєї траси.
Реалізація в середині 1990-х років проекту постачання газу до центральних департаментів з найбільшого на той час родовища країни Чучупа, розташованого на півночі в акваторії Карибського моря, дозволила приступити до спорудження газогону у напрямку міста Калі. Він брав початок від системи Баллена – Нейва в районі міста Марікуїта (департамент Толіма) та слідував на захід у долину річки Каука, по якій потім досягав району Калі.
Довжина основної частини системи, виконаної в діаметрі 500 мм, складає 343 км. Крім того, від неї живляться 417 км розподільчих трубопроводів меншого діаметру. Максимальна потужність системи складає 1,7 млрд.м3 на рік. Серед основних споживачів дві газові теплоелектростанції Termovalle та Termoemcali.
Для забезпечення роботи газогону Марікуїта – Калі неподалік від його початку споруджено компресорну станцію Падуа. Вона може забезпечити підвищення тиску з 4,1 МПа на вході до 8,3 Мпа на виході.